# Un tout petit monde
Un tout petit monde (titre original : Small World) est un roman de l'écrivain britannique David Lodge, publié en 1984.

## Description

### Vue d'ensemble
Un tout petit monde fait partie des romans universitaires de David Lodge ; précisément, c’est le second élément d’une trilogie avec Changement de décor (1) et Jeu de société (3). 
C’est un roman relativement complexe avec de nombreux personnages dont certains ont un lien avec le cycle des chevaliers de la Table ronde. 
C’est en effet un récit fondé sur une double quête : 
- celle de la gloire et de l'argent pour un certain nombre d’universitaires ambitieux ; cette quête, qui se concrétise par la participation à différents colloques, se focalise dans le roman sur l'obtention d'une chaire sur le point d'être créée par l'UNESCO, chaire assortie d'un salaire de 100 000 $ (non imposables) et d'absolument aucune obligation statutaire !
- celle de la femme aimée par un jeune homme pur mais pas totalement naïf.

Le lien avec le Graal est explicitement établi, par exemple, lorsque le héros dit, « peu distinctement »  : « (I am) Looking for a girl. » et son interlocuteur répond : « Looking for the Grail? »

### Le cadre
L'action se déroule en 1979, entre le mois d'avril et le 31 décembre, dans les milieux universitaire et littéraire d'Europe, d'Amérique et d'Asie.
Le roman commence à l’université de « Rummidge », ville fictive des Midlands, déjà présente dans Changement de décor, mais se poursuit en des lieux très divers du monde :
- Angleterre : Londres, Darlington ;
- Irlande : Limerick et sa région, le lough Gill près de Sligo ;
- Europe continentale :  Amsterdam ; Heidelberg ; Lausanne, Zurich, Genève ; Milan, Bellagio, sur le lac de Côme ; Delphes ;
- États-Unis : New York, Los Angeles, Honolulu, Englewood (New Jersey) ;
- Asie : Ankara, Istanbul, Tokyo, Séoul, Kongju, Jérusalem, Massada...

Plusieurs épisodes ont lieu dans des avions en vol, ainsi qu'à l'aéroport de Heathrow à Londres.
Nombre des lieux indiqués ci-dessus sont surtout présents comme cadre de divers colloques universitaires.

### Les personnages

#### La quête de la femme aimée
- Persse McGarrigle (« Perceval » « Fils de Très Grande Valeur »), maître assistant à l’université (fictive) de Limerick en Irlande, catholique encore respectueux des valeurs traditionnelles, spécialiste de T. S. Eliot et poète ; après une licence à Galway et un master à Dublin (University et non pas Trinity College), il a passé deux ans à travailler dans la ferme familiale avant d'être embauché par suite d'une erreur à Limerick ;
- Angelica Pabst, jeune femme à la naissance mystérieuse (elle a été trouvée bébé dans un avion de la KLM et adoptée par un cadre de la compagnie vivant à Amsterdam), très cultivée (contrairement à Persse, elle connaît parfaitement le structuralisme), préparant un doctorat sur la littérature médiévale (romance) ;
- Cheryl Summerbee, agent d’accueil de British Airways à l'aéroport de Heathrow ;
- Bernadette McGarrigle, cousine de Persse, fille-mère chassée par sa famille, devenue strip-teaseuse à Londres ;
- Hermann Pabst, Néerlandais, pilote de ligne, puis cadre de l'aviation, père adoptif d'Angelica ;
- Sybil Maiden, soixante-treize ans, ancien professeur de Lettres (Girton College à Cambridge) à la retraite, mais qui participe à de nombreux colloques pour se maintenir en forme.

#### Les personnages deChangement de décor
Un tout petit monde permet de connaître le destin de certains personnages de Changement de décor, qui s'achève par une réunion à New-York des ménages Zapp et Swallow pour décider de leur futur. On apprend donc seulement maintenant que :
- Morris Zapp, de « Euphoric State University » aux États-Unis, est revenu à « Plotinus » (Berkeley) avec son épouse, mais qu'ils se sont ensuite séparés ; en 1979, il est le responsable du colloque de Jérusalem sur Le Futur de la critique ;
- Philipp Swallow est revenu à Rummidge et vit toujours avec Hilary, malgré un certain désenchantement ; il est devenu chef du département d'anglais à l'université. Spécialiste de William Hazlitt (1778-1830), il a réussi à écrire un livre : Hazlitt et l'amateur de lecture[3], qui a eu peu de succès. Il est le responsable du colloque de Rummidge (avril 1979) et fait à l'occasion des tournées de conférences pour le British Council ;
- Désirée Zapp : écrivain féministe assez radicale, elle a écrit un best-seller Difficult Days, où elle raconte son expérience conjugale ; au début du roman, elle est dans une résidence d'écrivain, « Helicon » (allusion à Helicon home colony fondée par Upton Sinclair en 1906 à Englewood), mais elle y connaît une situation de blocage créatif.

#### Les nouveaux venus
- Arthur Kingfisher (littéralement « roi-pêcheur », mais aussi les oiseaux Alcedinidae les martins-pêcheurs), sommité des études littéraires, en retraite ; il est potentiellement l'attributeur de la chaire de l'UNESCO ;
- Rudyard Parkinson, professeur d'anglais à l'université d'Oxford (All Saints College)
- Fulvia Morgana (« Morgane »), professeur de Lettres à l'université de Padoue, immensément riche et sincèrement marxiste ;
- Siegfried von Turpitz, professeur à l'université de Heidelberg ; il est responsable du colloque de Heidelberg ;
- Michel Tardieu, narratologue français ;
- Jacques Textel, anthropologue suisse, adjoint du directeur de l'UNESCO ;
- Ronald Frobisher, fils d'un ouvrier modeleur, a étudié à Oxford où il a été l'élève de Parkinson ; il a fait partie des Angry Young Man (en 1979, il est « plus aussi jeune, mais toujours en colère »), mais il n'a plus écrit de roman depuis 1970, passant son temps en réceptions mondaines ou sur des scénarios de télévision.

#### Les personnages secondaires
- Robin Dempsey (issu de Changement de décor) est parti à l'université (fictive) de Darlington non loin de Durham ; il s'y occupe d'informatique et pour surmonter une tendance à la dépression, se complaît dans un dialogue sans fin avec le logiciel ELIZA ;
- Howard Ringbaum (idem) a dû quitter Rummidge et est parti au Canada, puis aux États-Unis où il enseigne dans l'Illinois ;
- Akira Sakazaki, professeur d'anglais à l'université de Tokyo, est le traducteur de Ronald Frobisher en japonais ; il lui adresse sans arrêt des missives pour lui demander des explications sur des idiomatismes anglais dont il ignore tout ;
- Akbil Borak, professeur d'anglais à l'université d'Ankara ; chargé d'accueillir Philipp Swallow, il s'impose de lire les œuvres complètes de Hazlitt, de sorte qu'il les connaît aussi bien que son hôte ;
- Rodney Wainwright, du Queensland : durant tout le roman, il essaie d'achever sa communication pour le colloque de Jérusalem, mais bloque sur une phrase qui commence par : « Il est clair que... » ;
- Sandra Dix : étudiante à Rummidge, elle a séduit Philipp Swallow et tenté de le faire chanter pour obtenir son diplôme ; renvoyée, elle est partie en Australie, dans le Queensland, où elle séduit Rodney Wainwright et réussit à le faire chanter pour obtenir son diplôme.

### Résumé
Première partie
- Chapitre 1

Au cours d'un colloque tenu un week-end d'avril 1979 à l'université de Rummidge, Persse McGarrigle sympathise avec Morris Zapp et tombe amoureux d'Angelica, qui disparaît sans laisser de traces à la fin. 
- Chapitre 2

Le soir du dernier jour, Philipp Swallow raconte à Morris Zapp une aventure étrange qu'il a eue quelques années avant à Gênes avec une Anglaise, Joy Simpson, décédée par la suite dans un accident d'avion.
Seconde partie
- Chapitre 1

Pendant que Morris Zapp se lève, quitte le domicile des Swallow et gagne l'aéroport de Rummidge, le narrateur évoque ce que font au moment considéré, divers personnages dans le monde entier.
- Chapitre 2

À Heathrow, Morris Zapp sympathise avec Cheryl Summerby, lui confiant son bonnet d'hiver à expédier à Persse ; dans le vol pour Milan, elle le place à côté de Fulvia Morgana. Persse arrive à Heathrow pour prendre un avion pour Shannon, cherche la chapelle, sympathise avec Cheryl (qui lui remet directement le bonnet), va à la chapelle, y rencontre sa cousine Bernadette, revient prendre son avion.
On suit ensuite les divers personnages du roman. À Milan, Fulvia Morgana s'efforce de séduire Morris Zapp, mais cela échoue au retour de son mari, qui, loin d'être jaloux, aimerait partager les faveurs de Morris avec elle (ce qu'il refuse catégoriquement).
Troisième partie
- Chapitre 1

Morris Zapp s'installe dans une résidence d'écrivain à Bellagio. Persse apprend qu'il a remporté un prix de poésie de 1000 £. Rudyard Parkinson rencontre Jacques Textel et décide de faire du livre de Philipp Swallow une arme dans le combat pour l'obtention de la chaire UNESCO. 
Trois semaines après, Persse est à Londres pour recevoir son prix, qui est remis sur un bateau. Au cours de la cérémonie, il fait la connaissance de Ronald Frobisher ; celui-ci a une altercation avec Rudyard Parkinson. Ronald et Persse sont expulsés du bateau ; Ronald lui explique qu'il a perdu sa capacité créatrice depuis qu'il a vu son œuvre analysée informatiquement, révélant toutes les caractéristiques de son style : notamment que son mot fétiche est grease. Ils vont ensuite à la BBC pour une interview de Frobisher par la radio australienne, puis dans le quartier de Soho, où Persse tombe sur une photo d'Angelica en strip-teaseuse (sous le nom de « Lily Papps »). Mais elle ne fait plus partie du spectacle.
Philipp Swallow arrive à Ankara pour des conférences à l'occasion du bicentenaire d'Hazlitt.
- Chapitre 2

Persse part à Amsterdam, mais ne parvient pas à joindre le père d'Angelica, qui est maintenant responsable de TAA à Los Angeles ; il rencontre Morris Zapp, présent à un colloque sur la sémiologie. L'accompagnant pour la conférence de Siegfried von Turpitz, il constate que celui-ci a plagié un de ses écrits inédits. Par la suite, il retrouve la trace de « Lily Papps », qui apparaît de nouveau sur une photo, mais cette fois comme hardeuse de live show. Il rentre en Irlande et loue un cottage isolé dans le Connemara, afin d'écrire.
À la fin d'un séjour un peu pénible à Ankara, Philipp Swallow retrouve Joy Simpson, dont le décès avait été annoncé par erreur. Ils rentrent ensemble à Istanbul, où elle vit maintenant, et il découvre qu'elle a eu un enfant de lui, Miranda. Il a l'intention de divorcer, mais à son retour à Rummidge, n'ose pas le dire à Hilary.
Quatrième partie
- Chapitre 1

Été : c'est la grande saison des colloques : Heidelberg, Zürich, Vienne, etc. De nombreuses rencontres personnelles ont lieu.
- Chapitre 2

Persse s'occupe d'un cours d'été sur Yeats ; au cours d'une excursion vers l'île d'Innisfree sur le lough Gill, la menace d'un naufrage amène un des participants à avouer qu'il fut le séducteur de Bernadette McGarrigle ; il accepte de lui verser une rente. Persse part pour Londres, mais ne réussit pas à joindre sa cousine ; en revanche, il retrouve la trace d'Angelica, semble-t-il innocente. Cheryl Summerbee lui dit qu'elle est partie à Lausanne. Là, il tombe à la fin d'un colloque sur T. S. Eliot, mais Angelica vient juste de partir ; il manque la rattraper à l'aéroport de Genève, mais est empêché de la rejoindre dans son avion faute d'un visa pour les États-Unis.
À Bellagio, Morris Zapp est enlevé par un groupe d'extrême-gauche alors qu'il fait un jogging.
- Chapitre 3

(fin juillet)

Persse part pour Los Angeles où il rencontre Hermann Pabst. En fait, il a adopté deux bébés filles trouvés dans son avion ; toutes deux ont mal tourné : l'une est devenue une junkie débauchée ; l'autre une fanatique du savoir universitaire qui le méprise un peu pour son manque de culture. Angelica vient de partir à Honolulu pour un colloque. Persse s'y rend, mais Angelica est déjà partie au Japon ou à Hong Kong. À Tokyo (son compte en banque est désormais dans le rouge), il apprend qu'elle est allée à Séoul, et à Séoul, qu'elle est repartie à Hong Kong.
Les ravisseurs de Morris Zapp essaient d'extorquer une grosse somme à Désirée, mais celle-ci négocie la rançon à la baisse. En fait Morris est libéré lorsque les époux Morgana rentrent de leurs divers colloques et apprennent cette opération, effectuée par certains de leurs amis politiques.
(mi-août)
Le colloque de Jérusalem bat son plein à l'hôtel Hilton : une seule communication par jour, les autres sont photocopiées ; les congressistes ont donc beaucoup de temps libre et sont très heureux, sauf Rodney Wainwright qui n'arrive pas à dépasser le début de sa phrase « Il est clair que... » Il est d'autant plus déprimé que Philipp Swallow file le parfait amour avec Joy Simpson dans la chambre attenante à la sienne. L'avant-dernier jour, au cours d'une excursion, Philipp Swallow a un malaise, interprété le lendemain comme maladie du légionnaire, ce qui provoque la débandade du colloque, juste avant que Wainwright arrive à la phrase fatidique de sa communication. Persse arrive aussi à ce moment, venu de Hong Kong avec de grandes difficultés.
Cinquième partie
- Chapitre 1

(fin décembre) Le congrès de l'Association américaine des langues modernes est réuni au Hilton de New-York. Persse assiste au forum « Fonction de la critique » avec, sous la présidence d'Arthur Kingfisher, Swallow, Zapp, Tardieu, von Turpitz et Fulvia Morgana. Puis il retrouve Angelica ; ils deviennent amants, mais ensuite, elle lui dit qu'en fait, elle est Lily et qu'Angelica doit se marier bientôt. 
Durant le cocktail final du congrès, Arthur Kingfisher annonce qu'il se porte candidat à la chaire UNESCO et qu'il va épouser sa secrétaire. Sybil Maiden intervient pour lui annoncer qu'Angelica et Lily sont leurs filles. Persse repense à Cheryl Summerbee et se rend compte qu'il est amoureux d'elle. Il retrouve aussi la trace de Bernadette.
- Chapitre 2

(31 décembre) Persse arrive à Heathrow mais n'y trouve pas Cheryl. Au guichet de British Airways, on lui apprend qu'elle a été renvoyée la veille et qu'elle est partie à l'étranger. Il regarde le tableau des départs et se demande où il va pouvoir aller la chercher.

## Analyse
Le roman est divisé en cinq parties, subdivisées en chapitres de longueur très variable. Les chapitres sont divisés en séquences marquées par un intervalle qui marque un changement du personnage pris en compte ; ces séquences sont aussi de longueur très variable, de plusieurs pages à un paragraphe d'une demi-page.

### La narration
Le genre romanesque
On a affaire à un récit de type picaresque, avec des rencontres, des rebondissements, des coïncidences en très grand nombre, et à la fin un dénouement du type « Retrouvailles entre des parents et des enfants qui s'ignoraient ou s'étaient perdus de vue. ». David Lodge évoque ce point dans L'Art de la fiction (chronique 33 « La coïncidence »).
Les techniques narratives
La narration est généralement du type narrateur omniscient adoptant successivement le point de vue de tel ou tel personnage. 
Une exception est le récit de Philipp Swallow dans la première partie, où David Lodge parodie d'ailleurs certaines nouvelles de, par exemple, Conan Doyle en ce qui concerne la mise en place du narrator (Philipp Swallow) et du narratee (Morris Zapp) (fauteuils confortables, lumière tamisée, cigares, bon verre d'alcool, etc.).
Un roman comique
L'humour est présent comme produit de l'action de certains personnages à l'encontre d'autres (I, 1 : Angelica donne rendez-vous en même temps à Persse et à Robin Dempsey, qui se retrouvent dans une chambre en attendant tous deux l'amante espérée, qui a déjà quitté Rummidge), mais aussi et surtout par la volonté de l'auteur (remarques, situations).
Par exemple (III, 2), un dialogue entre deux hôtesses de l'air dans un avion menacé d'atterrissage en catastrophe, à qui les passagers (irlandais) ont demandé de réciter un acte de contrition :
« - Vas-y, toi, moi je ne me le rappelle plus, je ne suis pas allée me confesser depuis que je prends la pilule.
 - Mais, Moira, tu ne m'avais pas dit que tu prenais la pilule ! ».
Ensuite, la seconde hôtesse ne se rappelle pas non plus :
« - Eh bien, dis n'importe quelle prière !
-Pour ce que tu vas nous donner, Seigneur, fais que nous te soyons pleinement reconnaissants ! ».

### L'intertextualité
Elle tient une place particulièrement importante dans ce roman, du fait de l'ajout des références aux romans de la Table ronde et de références à de nombreuses autres œuvres.
Les romans de la Table ronde
Ils sont évoqués de diverses façons, par exemple par une chanson inepte au cours d'un banquet médiéval (I, 1) : « King Arthur was a foolish knight, ... he locked his wife in a chastity belt and then he lost the key. ».
La mythologie grecque
Elle apparaît de temps à autre :
- III, 1 : la légende d'Andromède est utilisée dans un sketch imaginé par Lily ;
- IV, 2 : au cours d'une visite de Delphes, Philipp Swallow et Joy Simpson rencontrent Sybil Maiden près de l' omphalos ; elle s'assied sur un siège portatif et lui rend un oracle à propos de la chaire de l'UNESCO ;
- V, 1 : marchant dans la rue à New-York, Persse croit voir un homme casqué aux pieds ailés (Hermès, le dieu messager) ; il s'agit d'un skater avec un casque d'écoute, mais il lui tend un prospectus de Girls Unlimited, qui lui permet de reprendre contact avec sa cousine.

Œuvres et auteurs évoqués
- Louis Althusser, Lénine et la philosophie, 1969 (lecture de Fulvia Morgana)
- James Joyce, Ulysse :  III, 2 : « le 15 juin, veille du Bloomsday » ; la relation de Persse avec Morris Zapp (qui l'emmène à ce moment dans le quartier chaud d'Amsterdam) évoque peut-être celle de Stephen Dedalus avec Leopold Bloom.

Œuvres et auteurs cités
- T. S. Eliot, The Lake Isle of Innisfree (poème, 1890)
- Edmund Spenser, The Faerie Queen (1590)

### Les thèmes

#### Thèmes majeurs
La vie universitaire
David Lodge la présente en général avec un humour féroce, parfois avec dérision :
- Rudyard Parkinson, originaire d'Afrique du Sud, mais devenu un pur professeur d'Oxford, un don, tient à préserver les privilèges de son statut, notamment celui du pot de chambre, bien que son appartement soit pourvu de toilettes classiques. Parkinson est par ailleurs une personnalité plutôt odieuse, méprisant les redbrick professors[notes 2] (Philipp Swallow) et les bogey Irishmen[notes 3] (Persse), ainsi évidemment que les ouvriers (le père de Ronald Frobisher).

Persse McGarrigle est un peu à part, parce qu'il se satisfait toujours de ce qui lui échoit, même si ce n'est pas grand-chose (absence d'ambition) ; et aussi Morris Zapp, du fait de la lucidité dont il fait généralement preuve sur le sujet (ambition distanciée).
La critique littéraire universitaire
Lors du colloque de Rummidge, au tout début du roman, apparaît une opposition entre les participants britanniques, qui ont une conception traditionnelle (positiviste, humaniste) de la critique et Morris Zapp, dont l'intervention est d'obédience structuraliste (« post-structuraliste », dit-il). Le structuralisme est ressenti par les Britanniques comme une invention française qui a contaminé les universités américaines, en tout cas quelque chose de néfaste. De manière amusante, Persse McGarrigle n'a jamais entendu parler du structuralisme (ce qui paraît peu vraisemblable en 1975, même à Dublin), mais il se montre avide d'apprendre ce que c'est auprès d'Angelica : « Qu'est-ce que le structuralisme ? Est-ce bon ou mauvais ? ». Par la suite, le conflit entre traditionalistes et structuralistes s'aiguise lorsque Rudyard Parkinson érige Philipp Swallow en parangon de la bonne critique, à l'encontre de Morris Zapp, auteur « d'élucubrations jargonnantes où les paradoxes à la mode des savants continentaux deviennent, si c'est possible, encore plus prétentieux et stériles ».
La critique littéraire grand public

#### Thèmes mineurs
Les nouvelles technologies
Elles jouent un rôle important pour faire du monde un tout petit monde (avant même que l'on parle d'Internet)
Au début du roman, Morris Zapp explique à Persse que, selon lui, il n'y a plus des universités, mais un campus mondial, fondé sur trois choses : le téléphone, l'avion à réaction, la photocopie. 
Par la suite, Persse McGarrigle fait effectivement de nombreux voyages en avion pour sa quête d'Angelica. Il est aidé par le fait qu'il a un peu par hasard souscrit à une carte American Express. 
On assiste à l'interview de Ronald Frobisher à Londres, interrogé par des Australiens en liaison satellitaire.
Un autre aspect des nouvelles technologies, l'informatique, est aussi présente à travers le personnage de Robin Dempsey.

## Éditions
- Anglaises
  - Édition originale : Secker and Warburg, Londres, 1984
  - Édition de poche : Penguin Books, 1993 ; Vintage, 2011 [ (ISBN 978-0-099-55416-5)]

- Françaises (traduction de Maurice et Yvonne Couturier)
  - Rivages, coll. « Littérature étrangère », 1991, 415 p. [ (ISBN 2-86930-466-8)]
  - Rivages, coll. « Rivages poche », 1992, 487 p. Préface d'Umberto Eco. [ (ISBN 2-86930-558-3)]